# Dorina Mihai
Dorina Mihai-Lupu (* 1. Juni 1981 in Bukarest als Dorina Mihai) ist eine ehemalige rumänische Säbelfechterin.

## Karriere
Dorina Mihais größter Erfolg war der Gewinn der Weltmeisterschaft 2003 in Havanna. Im Finale setzte sie sich gegen die amtierende Weltmeisterin Tan Xue durch. Im Jahr darauf wurde sie in Kopenhagen mit der Mannschaft Vizeeuropameister. Mihai war für die Olympischen Spiele 2004 in Athen qualifiziert, sagte ihre Teilnahme aber im Vorfeld wegen ihrer Schwangerschaft wieder ab. Gemeinsam mit ihrem Ehemann Cristian Lupu, ebenfalls Fechter, bekam sie einen Sohn. Ihr Comeback verlief ohne weitere Erfolge, sodass sie 2007 ihre aktive Karriere beendete und bei der rumänischen Polizei zu arbeiten begann.